# 安藤百福発明記念館 横浜
安藤百福発明記念館 横浜（あんどうももふく はつめいきねんかん よこはま、愛称：カップヌードルミュージアム 横浜）は、神奈川県横浜市中区新港にあるインスタントラーメンの博物館（企業博物館）。
日清食品ホールディングス株式会社、ならびに公益財団法人安藤スポーツ・食文化振興財団が共同運営する。なお、当初は名称の後尾に横浜を付さず、単に「安藤百福発明記念館」（カップヌードルミュージアム）としていたが、後述のように東西施設名称統一の一環で現名称に改称となった。

## 概要
当館は、インスタントラーメンの発明者で、日清食品創業者、安藤スポーツ・食文化振興財団創設者である安藤百福の生誕100周年（2010年）と、世界初のカップラーメンである「カップヌードル」の発明（1971年）40周年を記念して、2011年9月17日に開設された。
安藤百福が世界初のインスタントラーメン「チキンラーメン」を発明した場所・大阪府池田市には、1999年11月に「インスタントラーメン発明記念館」（現：安藤百福発明記念館 大阪池田）が開設されているが、広く東日本や世界に向けて安藤百福の功績を伝えるため、2番目の記念館として横浜みなとみらいに建設された。
ミュージアムのテーマは、生涯を食の創造開発に尽くした安藤百福の精神「クリエーティブ・シンキング=創造的思考」で、発明・発見の楽しさやベンチャーマインドの大切さを子供たちに伝えることを目的とした。全館、見て、触って、作って、食べる、大人から幼児まで一緒に遊んで楽しめる「体験型ミュージアム」である。
施設の総合プロデュースはアートディレクターの佐藤可士和。館長の筒井之隆は筒井康隆の実弟。
2012年8月9日に累計入館者数100万人を達成し、同年12月、神奈川県知事（黒岩祐治）より「神奈川観光大賞グランプリ」を受賞。その後も、毎年100万人を超える入館者数を記録し、2019年4月、オープンから7年7か月目に累計入館者数800万人を達成した。日本有数の企業ミュージアムである。
2017年9月15日より、東西の施設名称を統一することとなり、当館の名称は横浜を付した「安藤百福発明記念館 横浜」（愛称：カップヌードルミュージアム 横浜）に改称。大阪府池田市の「インスタントラーメン発明記念館」は「安藤百福発明記念館 大阪池田」（愛称：カップヌードルミュージアム 大阪池田）に改称となった。

## 主な館内施設・展示
- 「インスタントラーメンヒストリーキューブ」- 日清食品の製品を中心に、日本や世界のインスタントラーメンのパッケージ3000点を一堂に展示している。
- 「百福シアター」 - 安藤百福の発明・発見に至る苦労や開発秘話を漫画映画（CGアニメーション）で描いている。（上映時間約14分）。
- 「百福の研究小屋」 - たった一人でチキンラーメンの開発を行った当時の研究小屋を忠実に再現。
- 「安藤百福ヒストリー」 - 発明・発見の足跡、事業成功の記録を全長58メートルの壁面に描いたパノラマ展示。
- 「クリエイティブシンキング ボックス」- 安藤百福の人生を貫いた「クリエイティブシンキング(創造的思考）」を「なんでもヒントにする」「あきらめない」「常識にとらわれない」など、6つのキーワードに表現し、ジオラマや、錯覚を楽しめる部屋、触れば壁面いっぱいにＣＧ映像が現れる展示などで表現している。

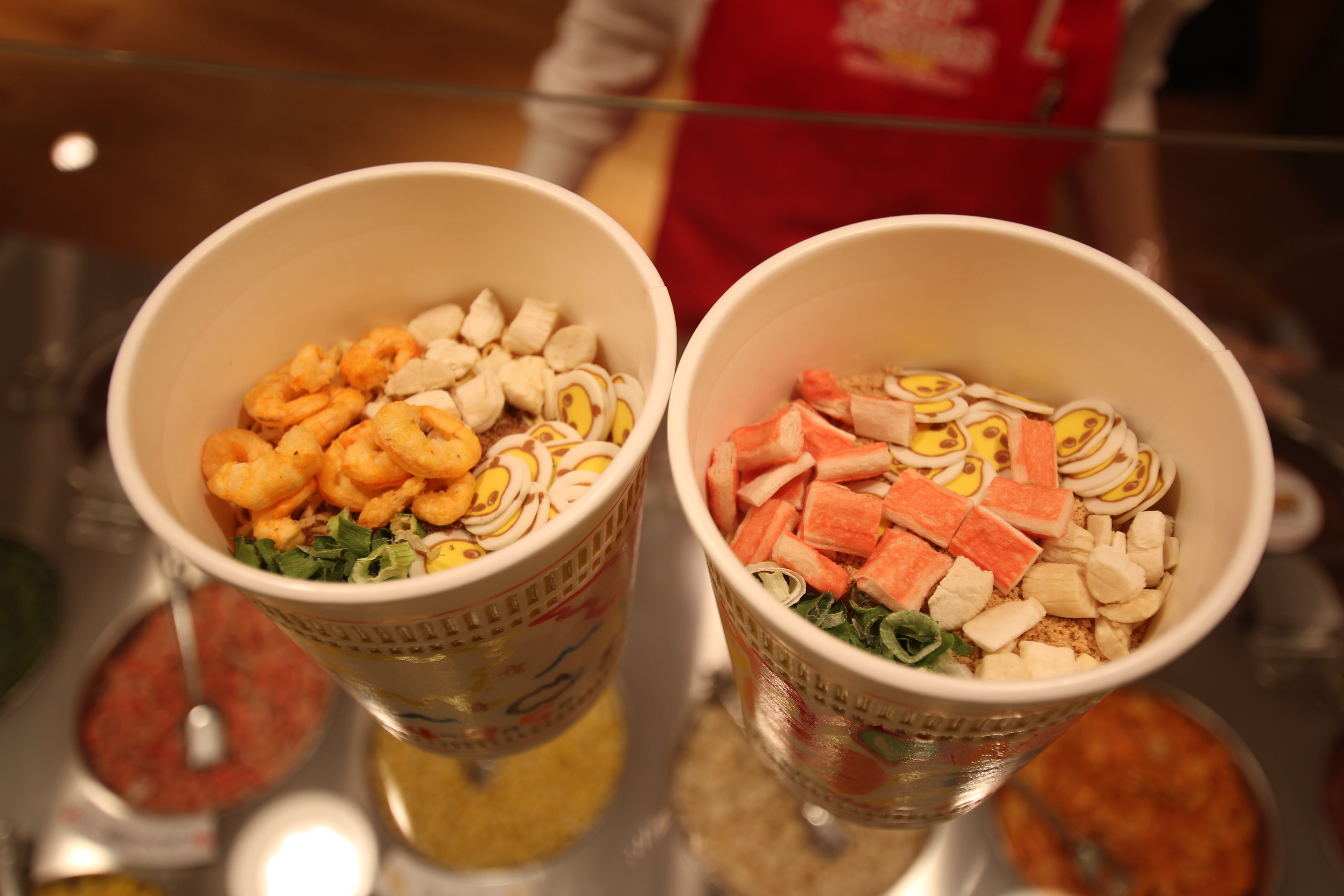
オリジナルカップヌードル製作体験が可能

- 「チキンラーメンファクトリー」- 90分かけてチキンラーメンを手作りする体験工房（要予約）。
- 「マイカップヌードルファクトリー」- 世界に一つのオリジナルカップヌードルを作れる体験工房。
- 「NOODLES BAZAAR ワールド麺ロード」 - 世界8か国の麺類が屋台形式で食べられる。料理監修は石毛直道国立民族学博物館元館長。
- 「カップヌードルパーク」 - カップヌードルの製造工程をいろいろな遊具で遊びながら体感できるフィールドアスレチック・ジム（幼児小学生以下のみ）、身長制限あり。

## 所在地
神奈川県横浜市中区新港2-3-4

### 交通
- みなとみらい線「みなとみらい駅」、或いは「馬車道駅」下車、ともに徒歩8分
- JR根岸線及び横浜市営地下鉄ブルーライン「桜木町駅」から徒歩12分
- 桜木町駅から横浜市営あかいくつバス乗車、「カップヌードルミュージアム前」停留所まで約16分

なお、駐車場は40台分のスペースがある。

## カップヌードルミュージアムパーク（旧：新港パーク）
横浜市がみなとみらい新港地区の海沿いにある新港パーク（10街区）のネーミングライツ（命名権）を募集、これに日清食品ホールディングスが「カップヌードルミュージアムパーク」とする提案を行い、認可された（2012年8月1日より2022年7月31日までの10年契約、さらに2022年には2032年7月31日まで10年延長）。案内板などの表記も新港パークから「カップヌードルミュージアムパーク」に変更されている。

## その他
みなとみらい地区の11-2街区は3つの区画に分けられており、西側に位置する当館の他にカフェ併設の自動車ショールーム「Audi みなとみらい」（当館と隣接）と、同じくカフェ併設のブライダル施設（結婚式場）「グランドオリエンタルみなとみらい」がある。